# Ball Glacier (Victoria Land, Antarktis)
Ball Glacier är en glaciär i Antarktis. Den ligger i Östantarktis. Nya Zeeland gör anspråk på området. Ball Glacier ligger 2 639 meter över havet.
Terrängen runt Ball Glacier är bergig västerut, men österut är den kuperad. Trakten är obefolkad. Det finns inga samhällen i närheten. 